# Тяжёлые крейсера типа «Нортхэмптон»
Тяжёлые крейсера типа «Нортхэмптон» — тип тяжёлых крейсеров флота США, развитие типа «Пенсакола». Всего в 1928—1931 годах построено 6 единиц.

## История создания
Тип «Нортхэмптон» был несколько улучшенной версией типа «Пенсакола», с изменённым размещением самолётов. Первые три корабля были приспособлены к роли флагманских — с помещениями и средствами связи для штаба эскадры. Три следующих имели возможности для роли флагманов флотилии.
Как и прототип, «Нортхэмптоны» строились в рамках ограничений Вашингтонского договора, то есть стандартное водоизмещение не могло превышать 10 160 т (10 000 английских тонн). Проектное водоизмещение составило 9779 дл. тонн (+ 221 дл. тонну резерва до 10 000 дл. тонн). Резерв не был израсходован. Был даже недогруз порядка 500 тонн. Одна из причин этому было, то что 37-мм автоматы Кольта не были доведены до ума и не устанавливались. Схема размещения главного калибра была изменена на 3х3, то есть общее число стволов сокращено до девяти.
Шесть кораблей типа строились на пяти различных верфях. Благодаря этому общее время постройки было минимально. Все были заложены в 1928 году, и введены в строй к 1931. Общая стоимость всех шести контрактов составила около 50 млн долларов.
Исходный проект имел два 3-трубных 533-мм торпедных аппарата. До начала войны на Тихом океане торпедное вооружение было снято.
Предусматривалось размещение от 4 до 6 гидросамолетов-разведчиков. Части для сборки ещё четырёх хранились в ангаре. К концу войны число самолётов на борту сократилось до 1-2.

## Конструкция

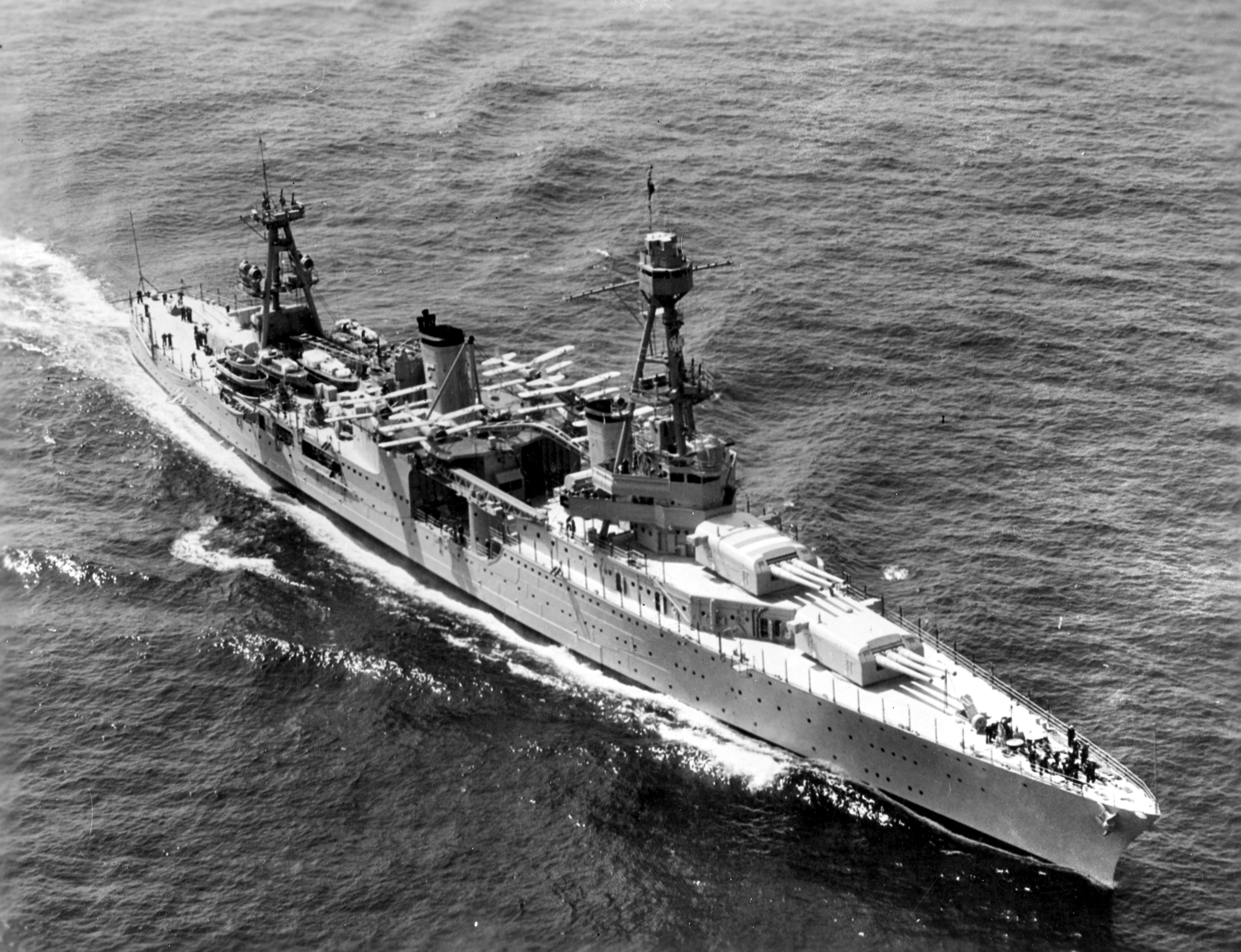
Тяжёлый крейсер «Чикаго»

Корабль имел конструкцию полубачного типа, с доведённой до бортов кормовой надстройкой, в которой размещался ангар. Седловатость палубы небольшая (менее 1 % длины). Клиперский форштевень, вертикальный борт без развала, скругленная заваленная корма.
Носовая надстройка — в районе среза полубака. Средняя часть верхней палубы была свободна от надстроек с целью размещения катапульт для самолётов. Благодаря этому корабль имел характерный «двугорбый» силуэт (англ. «camel»).
В кормовой части надстроек — треногие фок-мачта и грот-мачта, соответственно. На топе фок-мачты характерный сигнально-дальномерный пост в виде закрытой рубки.

### Вооружение
Размещение главного калибра линейно-возвышенное, в трёх 3-орудийных башнях Mk 14 (2 в носу, 1 в корме). Вспомогательный калибр — побортно в районе кормовой надстройки.
Согласно проекту, универсальная артиллерия кораблей состояла из четырёх 127-мм пушек Mk 13 L/25 на установках Mk 19. Они стреляли унитарными боеприпасами, масса патрона составила 36,4 кг, снаряда 24,4 кг, начальная скорость 643 м/с, дальность около 13 000 м, вертикальная 8000 м, скорострельность до 14 выстрелов в минуту, диапазон углов из от −15° до 85°.
Должны были быть установлены 37-мм автоматы, но фирма Кольт не справилась с разработкой 37-мм автомата. В результате крейсера получили восемь 12,7 мм пулеметов Браунинга.

### Энергетическая установка
В состав силовой установки входили восемь водотрубных котлов конструкции Уайт-Форстер, изготовленных фирмой Babcock & Wilcox Co. Схема размещения установки — эшелонная. Котлы производили пар под рабочим давлением 21,1 кГ/см².
Пар из котлов питал четыре низкооборотные турбины типа Parsons с одноступенчатыми редукторами, общей мощностью 107 000 л. с., которые должны были обеспечивать ход 32,5 узла. Масса силовой установки составила 1945 дл. тонны. Нормальный запас топлива составил 1417 дл. тонн, полный — 2125 дл. тонн мазута. Проектная дальность составляла 10 000 морских миль 15-узловым ходом. «Луисвилл» в 1945 году на ходу 15 узлов мог пройти 7280 миль, а при скорости 20 узлов — 5250 миль.
Крейсера имели два турбогенератора мощностью по 250 кВт и два по 200 кВт.

## Модернизации
Наибольшим переделкам за время войны подверглось зенитное вооружение. Устанавливались и заменялись последовательно 12,7-мм, 28-мм, 20-мм и 40-мм автоматы.
Были установлены радары: обнаружения (тип CXAM), управления огнём (FC), управления огнём башен главного калибра (Mk 31).
На крейсерах запланировали установить 4×4 — 28-мм автомата. Однако этих установок не хватало.
Крейсера в 1942 году имели 2×4 — 28-мм, 12…14 — 20-мм. В конечном итоге были установлены 4×4-28-мм автомата, два напротив мостика, два — между группами 127-мм орудий.
Во время войны водоизмещение выросло до 10 464 дл. т (стандартное) и 13 910 дл. т (полное). После всех военных модернизаций зенитное вооружение составило четыре счетверённых, два спаренных 40-мм автоматов и 28 одиночных 20-мм.
Планировалось исключить их из списков флота к 1946 году, но их сохранили, в 1952 г. рассматривались варианты модернизации.

## Служба
| Название      | Название          | Верфь | Дата закладки         | Дата спуска          | Ввод в строй        | Примечания                                      |
| ------------- | ----------------- | ----- | --------------------- | -------------------- | ------------------- | ----------------------------------------------- |
| «Нортхэмптон» | CA-26 Northampton |       | 14 апреля 1928 года   | 5 сентября 1929 года | 17 мая 1930 года    | Потоплен 30 ноября 1942 в бою у Тассафаронги    |
| «Честер»      | CA-27 Chester     |       | 6 марта 1928 года     | 3 июля 1929 года     | 24 июня 1930 года   | Списан и утилизирован в 1959 году               |
| «Луисвилл»    | CA-28 Louisville  |       | 4 июля 1928 года      | 1 сентября 1930 года | 15 января 1931 года | Списан и утилизирован в 1959 году               |
| «Чикаго»      | CA-29 Chicago     |       | 10 сентября 1928 года | 10 апреля 1930 года  | 9 марта 1931 года   | Потоплен 30 января 1943 в бою у острова Реннелл |
| «Хьюстон»     | CA-30 Houston     |       | 1 мая 1928 года       | 7 сентября 1929 года | 17 июня 1930 года   | Потоплен 1 марта 1942 в бою в Зондском проливе  |
| «Аугуста»     | CA-31 Augusta     |       | 2 июля 1928 года      | 1 февраля 1930 года  | 30 января 1931 года | Списан и утилизирован в 1959 году               |

## Оценка проекта
Совершенно неожиданно один конструкторский просчёт оказался плюсом. Корабли вышли недогруженными, но именно это позволило безболезненно установить более мощную зенитную артиллерию с новыми системами управления огнём. Даже не пришлось снимать башни главного калибра, как это были вынуждены сделать британцы.